# Kanton Cambrin
Kanton Cambrin (francouzsky Canton de Cambrin) byl francouzský kanton v departementu Pas-de-Calais v regionu Nord-Pas-de-Calais. Tvořilo ho osm obcí. Zrušen byl po reformě kantonů 2014.

## Obce kantonu
- Annequin
- Auchy-les-Mines
- Cambrin
- Cuinchy
- Festubert
- Noyelles-lès-Vermelles
- Richebourg
- Vermelles